# Niente da perdere (film 1997)
Niente da perdere è un film diretto dal regista Steve Oedekerk.

## Trama
Nick Beam, pubblicitario di successo, ha una moglie bella e affettuosa alla quale è legatissimo. Ma una sera, tornando a casa, la scopre nel loro letto in flagrante adulterio con il suo capo. Ne rimane sconvolto, comincia a vagare per la città, sale in macchina e, nel pieno di una crisi depressiva, parte senza meta stringendo il volante tra le mani come un automa. Mentre è fermo ad un semaforo, T. Paul, un rapinatore di colore dalla parlantina facile, gli balza in macchina puntandogli una pistola in faccia. L'effetto paura però non funziona: ormai indifferente a tutto e sicuro di non avere più niente da perdere, Nick ignora le minacce e finisce col mettere in difficoltà il suo rapinatore. Insieme proseguono il viaggio, fanno rapine a bar e motel, sono inseguiti da un'altra coppia di banditi. Poi Nick accompagna T.Paul a casa da moglie e figlioletti: lui in realtà è un esperto di computer attualmente disoccupato. Questa circostanza fa venire a mente a Nick la possibilità di mettere in piedi una vendetta ai danni del suo capo. Divenuti ormai amici, i due architettano il piano che sta per andare in porto, quando, tornato a sua volta a casa, Nick apprende dalla moglie che quella che aveva visto a letto non era lei ma la sorella. Il meccanismo ormai si è messo in moto. Le truffe del capo vengono smascherate, Nick riprende il suo posto in ditta e riesce a trovare un'adeguata occupazione anche al suo grande amico T.Paul.